# Liudmila Kéldix
Liudmila Kéldix (rus: Людмила Всеволодовна Келдыш)  (Orenburg, 12 de març de 1904 - Moscou, 16 de febrer de 1976), Liudmila Vsévolodovna Kéldix, fou una matemàtica soviètica coneguda per la teoria de conjunts i la topologia geomètrica.

## Vida i Obra
Liudmila va néixer el 1904 a Orenburg, Rússia, de la unió de Maria Aleksàndrovna (nascuda Skvortsova) i de Vsévolod Mikhàilovich Kéldix. La seva família descendia de la noblesa russa i eren ben vistos abans de la Revolució russa, tot i que més tard van tenir dificultats a causa del seu patrimoni. El seu pare era un expert de la construcció per a l'exèrcit, es mudaven sovint, i va viure a Hèlsinki entre 1905 i 1907, a Sant Petersburg fins a 1909, i després a Riga, Letònia. Vsévolod va trobar una feina allà a l'Institut Politècnic de Riga, fins a la invasió alemanya de 1915, un fet que forçaria la família a fugir a Moscou, on van viure en el Districte de Lossinoostrovski. Kéldix Va acabar la seva educació a Ivànovo-Voznesensk, on la família s'havia mudat el 1918. Va continuar la seva educació a la Universitat Estatal de Moscou, on es graduaria el 1925. Mentre estudiava, es va unir al grup de investigacions de Nikolai Nikolàievitx Luzin el 1923, i de Piotr Serguéievitx Nóvikov, amb qui més tard es va casar. Luzin va publicar la seva primera teoria matemàtica, la qual era una avaluació que utilitzava fraccions contínues del quart conjunt de Borel, el 1930.
Va començar a ensenyar el 1930 a l'Institut d'Aviació de Moscou. Al voltant d'aquesta època, va tenir el seu primer fill, Leonid Kéldix, el 1931. El 1934, va deixar l'Institut d'Aviació i va començar a ensenyar a l'Institut de l'Acadèmia Russa de Ciències especialitzat en establir teories. Aquest mateix any, es va casar amb Nóvikov i va publicar tres documents: Sobre l'homeomorfisme d'elements canònics de la 3a classe ; Sobre funcions simples de la classe A; i Sobre l'estructura de B funcions mesurables de classe A. A l'any següent, Stalin va començar les seves purgues i Kéldix va perdre un oncle, un nebot, i els seus pares foren arrestats, tot i que més tard foren alliberats. Els següents anys, va tenir dos fills més Andrei Petróvitx Nóvikov i Serguei Petróvitx Nóvikov, tots dos eminents matemàtics. Va continuar la seva recerca en conjunts de Borel i el 1941 va defensar la seva tesi, però abans de rebre el seu grau la família va haver de fugir enfront de l'avanç de les tropes alemanyes. La major part de la facultat de l'Institut de l'Acadèmia de Ciències dels evacuats van ser considerats evacuats quan van arribar a Kazan, però Kéldix i els seus tres fills van ser tractats com a refugiats. Van trobar allotjament al gimnàs de la Universitat de Kazan, amb diversos centenars d'altres refugiats, fins que va arribar Nóvikov i la família se li va donar una habitació de la residència. Nóvikov estava malalt i requeria cirurgia, fet que deixà Kéldix anant i venint entre l'habitació d'hospital del seu marit i el dormitori dels seus fills
El 1942 van poder tornar a Moscou. Kéldix va tenir dues filles, Nina, i després Elena. durant aquest temps va publicar Sobre l'estructura de conjunts mesurables B el 1944, i tot seguit, el 1945, Mapatges oberts de conjunts A, el qual va marcar un punt d'inflexió en el seu treball. El 1945, va publicar la seva tesi centrada en la topologia geomètrica. Va continuar publicant de mitjans dels 40 als 60. Va ser honrada repetidament i va rebre entre d'altres l'Orde de la Bandera Roja del Treball, Orde de la Glòria Maternal de 2n grau i el 1958 el Premi del Presídium del Soviet Suprem de l'URSS. El 1964, Kéldix es va convertir en professora a temps complet a la Universitat Estatal de Moscou i el 1966 va publicar el llibre Incrustacions topològiques en l'espai euclidià per ajudar els seus estudiants a entendre les seves classes. Va seguir fent classes fins al 1974, quan va renunciar en protesta per l'expulsió d'un dels seus alumnes. En aquest moment, Nóvikov estava malalt i va morir el gener de 1975. Ella moriria un any i un mes més tard, el 16 de febrer de 1976, a Moscou.